# Kościół św. Marcina w Marcyporębie
Kościół św. Marcina w Marcyporębie  – zabytkowy, drewniany kościół św. Marcina znajdujący się w Marcyporębie, w gminie Brzeźnica, w powiecie wadowickim, w województwie małopolskim.
Obiekt został wpisany do rejestru zabytków nieruchomych, oraz znajduje się na Szlaku Architektury Drewnianej województwa małopolskiego .

## Historia
Kościół wybudowany w 1670 roku w miejscu starszego, poświęcony w 1677. W latach 1976–1980 dobudowano drewnianą wieżę.

## Architektura
Budynek drewniany, orientowany, konstrukcji zrębowej, ściany pokryte pionowo z listowaniem.
Dach dwuspadowy kryty blachą z barokową sygnaturką.
Wieża konstrukcji słupowo-ramowej z izbicą, nakryta ostrosłupowym hełmem.
Prezbiterium zamknięte trójbocznie z dobudowaną zakrystią, stropy kasetonowe. Ściany pokryte polichromią z XIX i XX wieku.
Po lewej stronie nawy znajduje się kaplica.

## Wyposażenie
- Grupa Ukrzyżowania na belce tęczowej z krucyfiksem z XV wieku;
- obraz Wniebowzięcia Matki Boskiej z XVII wieku;
- kamienna renesansowa chrzcielnica z 1545 roku;
- ambona rokokowa;
- dwa portale: Długoszowski i manierystyczny[4].

## Otoczenie kościoła

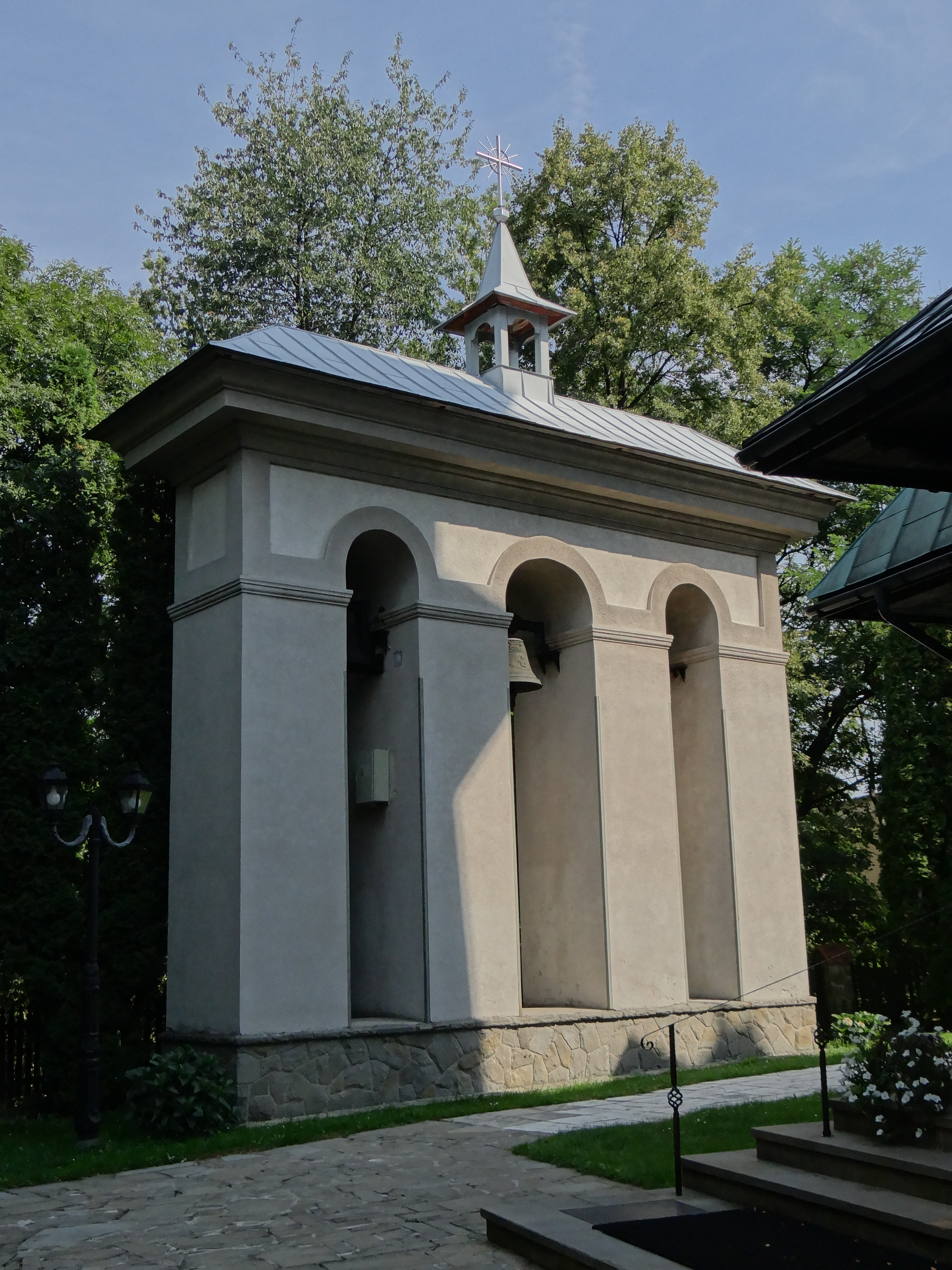
Dzwonnica

- murowana dzwonnica parawanowa z 1831 roku;
- grobowiec Józefa Bauma i rodziny[4].